# マーク・サンプソン
マーク・サンプソン(Mark Sampson)は、エレクトリックギター用アンプの設計者。数々のクラスA回路アンプを設計している。1989年マッチレス・アンプを創業。その後バッドキャットやスターなどのブランドを設立。